# Laje das rodas
A Laje das Rodas (Laxe das Rodas em galego) é um conjunto de petróglifos situados na paróquia de Louro, em Muros, na província da Corunha (Galiza).

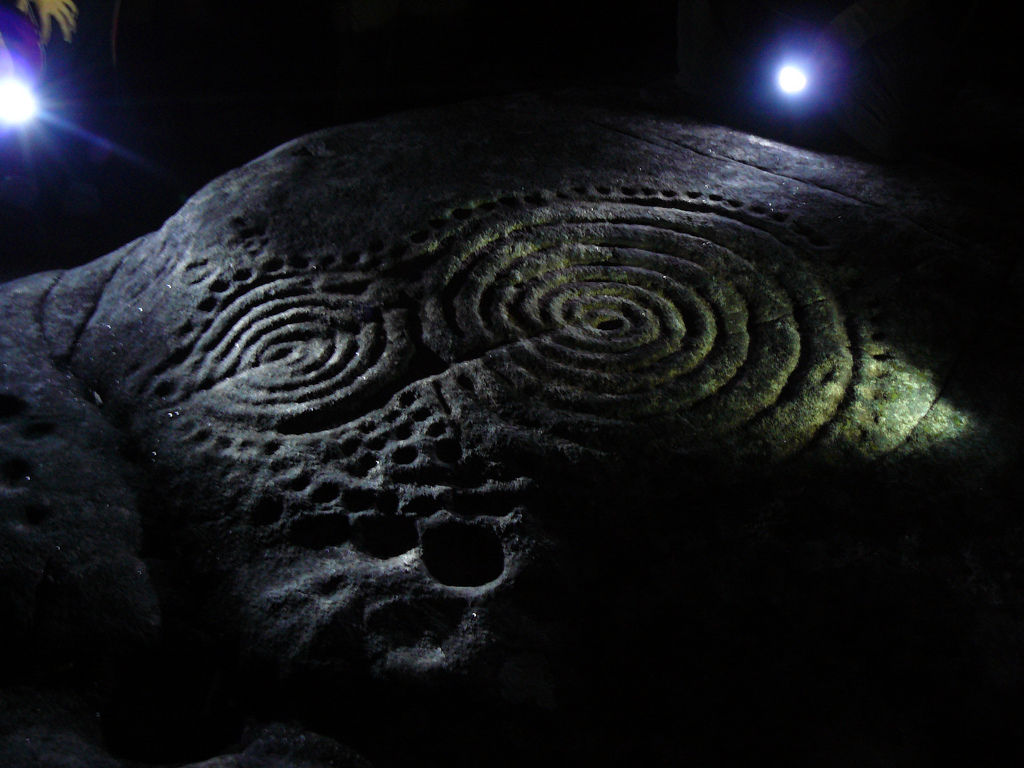
Laje das Rodas. Vista geral

Estas gravuras, à época calcolítica, situadas num penedo de granito que sobressai do terreno, constam de nove figuras, que incluem duas espirais e sete círculos concêntricos com covinhas no centro. A figura principal consiste numa espiral que gira para a direita e em outra menor que gira para a esquerda; ambas têm um suco radial.  A outra espiral tem um diâmetro maior de 41 cm e uma covinha central de 21 cm de diâmetro e 5 cm de profundeza.
Outro grupo consta de três círculos concêntricos ao redor de uma covinha e rodeados por 40 covinhas, com seis mais fora. Da covinha central parte uma linha que sai do círculo exterior. Acredita-se que tais círculos tenham significados.
A Laje das Rodas tem sido interpretada como almanaque laboral (as duas espirais principais), bem como mesa de oferendas para propiciar as boas colheitas, conjunto de signos solares, a morte ou a fecundidade aquática e lunar.

## Galeria de imagens

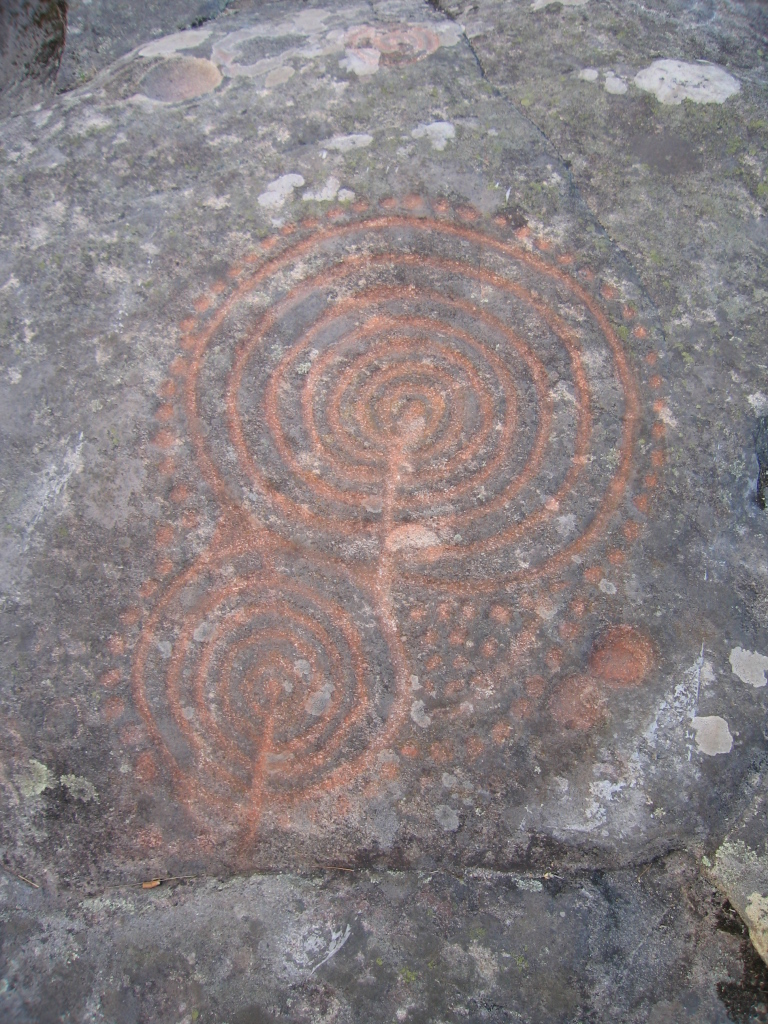
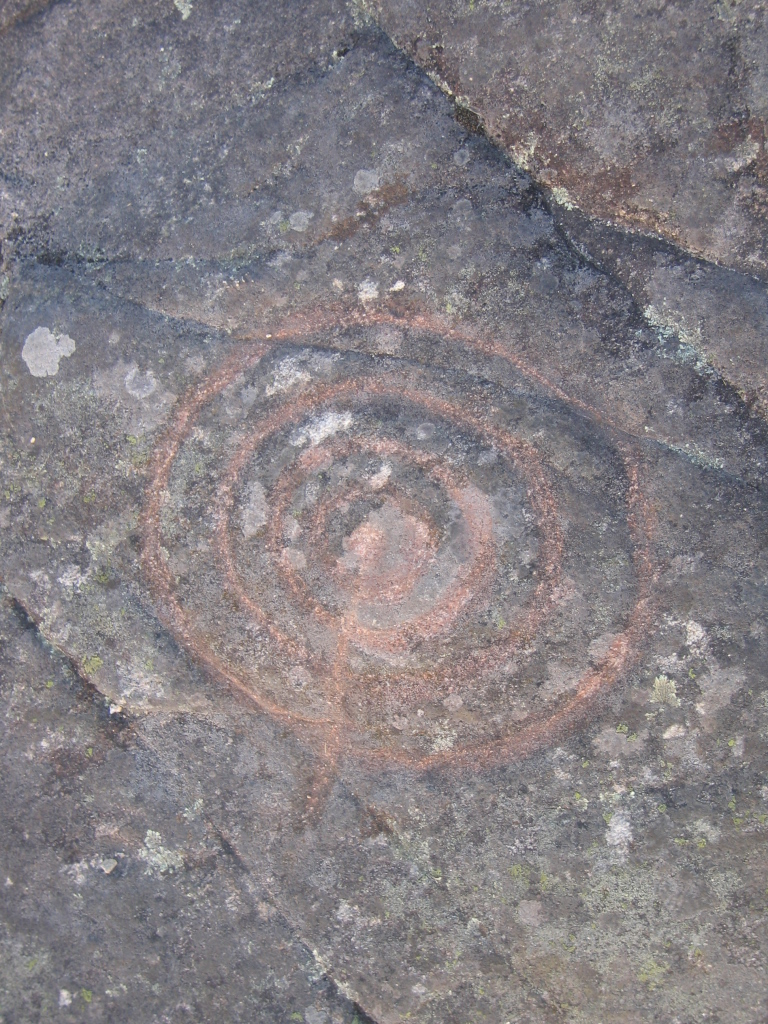
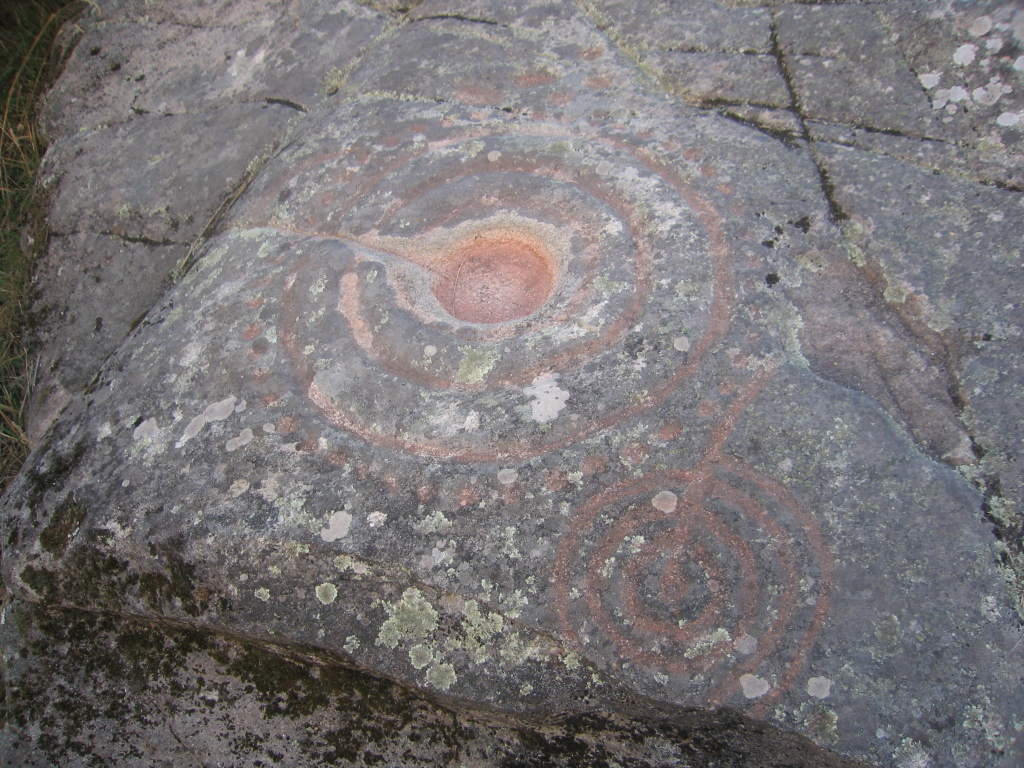
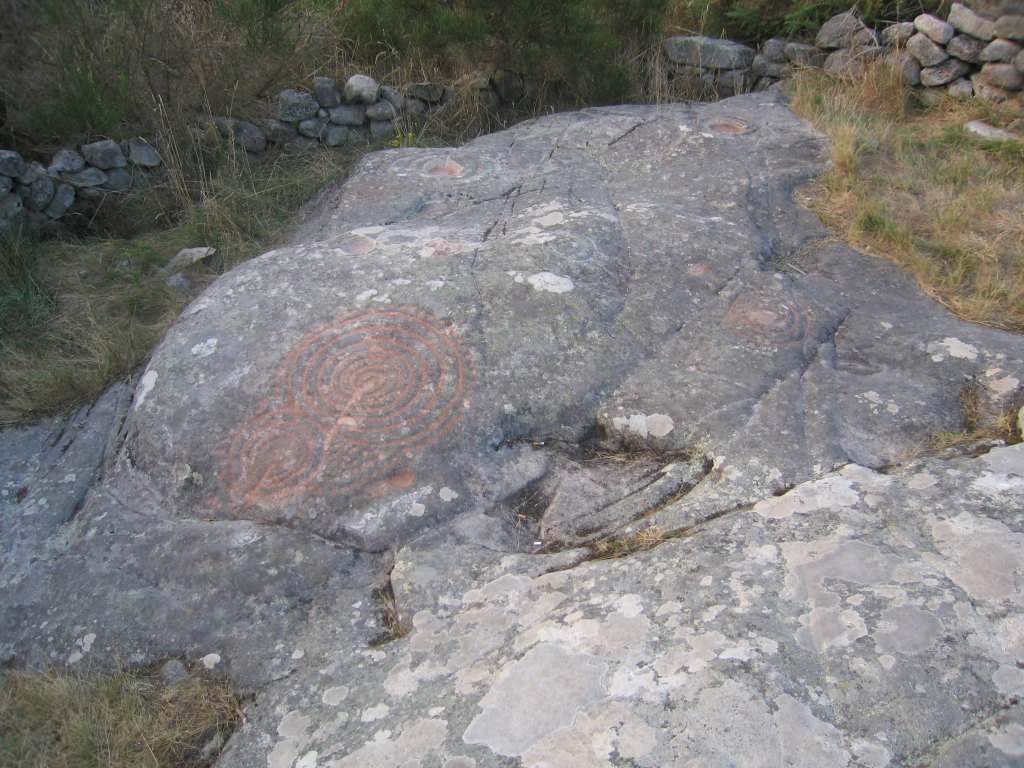